# Anselmo Ramon
Anselmo Ramon Alves Herculano (Dias d'Ávila, 23 de junho de 1988) é um futebolista brasileiro que atua como centroavante. Atualmente joga no Goiás.

## Carreira

### Bahia
Anselmo Ramon deu seus primeiros passos no futebol atuando nas categorias de base do Bahia. No ano de 2007, aos 18 anos, o jogador disputou a Copa São Paulo de Futebol Júnior pelo Tricolor Baiano.

### Cruzeiro
Em seguida foi vendido para o Cruzeiro, onde frequentou a base do clube entre 2007 e 2008 e posteriormente foi emprestado à Cabofriense, até chegar ao Avaí. Anselmo Ramon teve poucas oportunidades de atuar no clube catarinense, então decidiu negociar com outra equipe, sendo assim liberado.
Em setembro de 2010, o atacante foi atuar no CFR Cluj, da Romênia, onde também não teve muitas oportunidades.
Para a temporada de 2011, voltou ao Brasil para atuar no Oeste, novamente emprestado pelo Cruzeiro. Pelo clube de Barueri, Anselmo Ramon se destacou marcando 10 gols em 17 jogos, conquistando o Campeonato Paulista do Interior. No dia 18 de maio, a pedido do técnico Cuca, o atacante foi integrado ao grupo do Cabuloso para a disputa do Campeonato Brasileiro. Logo em sua estreia pelo clube mineiro, Anselmo perdeu um gol incrível contra o Palmeiras, mas em seguida marcou o gol de empate daquela partida. Com Thiago Ribeiro machucado, ele saiu na frente de Brandão na disputa pela titularidade ao marcar outro gol contra o Fluminense. Em agosto, renovou seu contrato com o Cruzeiro até 2015.

### Passagem pela China
Em fevereiro de 2014 foi emprestado ao Hangzhou Greentown, da China, por um ano. Passado o empréstimo, foi negociado em definitivo com o clube chinês no dia 3 de fevereiro de 2015. Devido ao apurado faro de gol e suas comemorações irreverentes, rapidamente tornou-se uma das estrelas da Superliga Chinesa Na temporada 2016–17, fez dupla com o veterano australiano Tim Cahill.

### Guarani
No dia 6 de abril de 2018, assinou contrato com o Guarani para a disputa da Série B.

### Chapecoense
Foi anunciado como novo reforço da Chapecoense no dia 7 de janeiro de 2020. Em 29 de janeiro de 2021, Anselmo Ramon marcou de pênalti no último minuto da partida contra o Confiança, garantindo a vitória por 3–1 pela Série B, selando o título da competição ao clube catarinense — a Chape foi campeã superando o América Mineiro no saldo de gols.

### CRB
No dia 11 de janeiro de 2022, o CRB anunciou oficialmente a contratação de Anselmo Ramon.
Em abril de 2024, Anselmo Ramon chegou ao seu terceiro título do Campeonato Alagoano. Além da conquista, o atacante balançou as redes sete vezes e foi o artilheiro do campeonato. Logo em seguida, ampliou seu vínculo com o clube até o fim de 2026. No dia 17 de julho, após marcar na goleada por 4–1 sobre o Botafogo-SP, válida pela Série B, Anselmo chegou a marca de 53 gols pelo clube alagoano, tornando-se de forma isolada o maior artilheiro do CRB no século XXI, ultrapassando Zé Carlos, que marcou 52 gols.
No dia 15 de março de 2025, após a virada por 2–1 sobre o ASA, válida pela final do Campeonato Alagoano, Anselmo Ramon marcou o gol de empate e tornou tetracampeão alagoano, participando das quatro conquistas. Três semanas depois, no dia 8 de abril, o jogador teve a sua despedida oficializada. Com 177 partidas disputadas, 64 gols marcados, 19 assistências distribuídas e um tetra alagoano conquistado, Anselmo Ramon deixou o CRB como ídolo, além de ser, de forma isolada, o maior artilheiro do clube no século XXI.

### Goiás
Acertou com o Goiás no dia 9 de abril de 2025, numa troca com o também centroavante Breno Herculano.

## Títulos
Cluj
- Campeonato Romeno: 2009–10
- Copa da Romênia: 2009–10

Avaí
- Campeonato Catarinense: 2010

Oeste
- Campeonato Paulista do Interior - Série A1: 2011

Cruzeiro
- Campeonato Brasileiro: 2013

Chapecoense
- Campeonato Catarinense: 2020
- Campeonato Brasileiro - Série B: 2020

CRB
- Campeonato Alagoano: 2022, 2023, 2024 e 2025

### Prêmios individuais
- Seleção do Campeonato Catarinense: 2021
- Seleção da Copa do Nordeste: 2024

### Artilharias
CRB
- Campeonato Alagoano: 2024 – 6 gols[14]